# Умаров, Султан Умарович
Султан Умарович Умаров — советский учёный, государственный и общественный деятель, доктор физико-математических наук, академик АН Узбекской ССР и Таджикской ССР.

## Биография
Родился в 1908 году в Худжанде. Член КПСС с 1930 года.
С 1931 года — на педагогической, научной и общественной и работе. В 1931—1964 гг. — и. о. доцента, доцент физико-математического факультета, заместитель директора, директор Ташкентского педагогического института, ректор Среднеазиатского государственного университета, заместитель Председателя Совнаркома Узбекской ССР, заведующий кафедры теоретической физики САГУ, заведующий отделом теоретической физики, директор ФТИ АН Узбекской ССР, президент Академии наук Таджикской ССР.
Избирался депутатом Верховного Совета Узбекской ССР 2-го созыва, Верховного Совета СССР 5-го и 6-го созывов.
Умер в Душанбе в 1964 году, похоронен на Центральном кладбище.